# جیکب‌آباد
جیکب‌آباد (به اردو: جیکب آباد) شهری در استان سند کشور پاکستان است که در سرشماری سال ۲۰۰۶ میلادی، ۱۷۵٫۴۵۵ نفر جمعیت داشته است.